# Мустачево
Мустачево или Мустафча (на гръцки: Νέο Βασιλικό, Нео Василико, до 1926 година Μουστάφτσα, Мустафча) е бивше село в Република Гърция, разположено на територията на дем Илиджиево (Халкидона), област Централна Македония.

## География
Селото е било разположено в Солунското поле, североизточно от Кърджалиево (Адендро) и югоизточно от Чохалари (Партенио), близо до западния бряг на Вардар (Аксиос).

## История

### В Османската империя
При преброяването от 1905 година селището има 175 жители, които работят в околните чифлици.

### В Гърция
След Междусъюзническата война в 1913 година селото попада в Гърция. Боривое Милоевич пише в 1921 година („Южна Македония“), че Мустачево има 25 къщи турци.